# Điện ảnh Hungary
Điện ảnh Hungary (tiếng Hungary: Magyar filmművészet) là tên gọi ngành công nghiệp Điện ảnh của nước Cộng hòa Hungary từ 1896 đến nay.

## Lịch sử hình thành và phát triển

### Thời kỳ sơ khai

- 1896–1901

- 1901–1920

### Giữa hai cuộc Thế chiến
- 1920–1931
- 1931–1945
- 1945–1947

### Cộng hòa Nhân dân Hungary
- 1948–1950
- 1953–1956
- 1956–1960
- 1960–1970
- 1970–1980
- 1980–1990

### Cộng hòa Hungary
- 1990-2000
- 2000-2010
- 2010 đến nay

## Hãng phim
- MAFILM
- Korda Studios (biệt danh Etyekwood)

## Phim nổi tiếng
- Hungarian Requ iem (1991)
- Sátántangó (1994)
- The Gambler (1997)
- Abandoned (2001)
- Tôi yêu Budapest (2001)
- Hukkle (2002)
- Pleasant Days (2002)
- A Long Weekend In Pest And Buda (2003)
- Kontroll (2003)
- Fateless (2005)
- Just Sex and Nothing Else (2005)
- Những đứa trẻ của niềm Kiêu hãnh (2006)
- Johanna (2006)
- Rokonok (2006)
- Taxidermia (2006)
- Kaméleon (2008)
- Delta (2008)
- Người đàn ông đến từ London (2008)
- Katalin Varga (2009)

## Nhân vật nổi tiếng

### Nhà làm phim tên tuổi
- Béla Tarr
- Miklós Jancsó
- Antal Nimród
- György Pálfi
- István Szabó
- Károly Makk
- Lajos Koltai
- Márta Mészáros